# Андерсон, Эдмунд
Эдмунд Андерсон (1530—1605) — английский юрист, председатель Верховного суда общей юрисдикции во время правления королевы Елизаветы I; был судьёй на процессе по делу Марии Стюарт, королевы Шотландии.
Происходил из шотландской семьи, поселившейся в графстве Линкольншир; родился в 1530 году во Фликсборо или Бругтоне в этом графстве. После обучения в течение короткого времени в Линкольн-колледже в Оксфорде он стал в 1550 году студентом Иннер-Темпл. В 1577 году он был назначен на должность serjeant-at-law, через два года получив такую же, но уже непосредственно при королеве Елизавете, а также став помощника судьи. В качестве награды за его заслуги во время процесса на Эдмундом Кампианом и его последователями (1581) он был, после смерти сэра Джеймса Дайера, назначен председателем суда общей юрисдикции (1582) и был посвящён в рыцари.
Он принимал участие во всех важнейших государственных процессах, которые сотрясали Англию в течение последних лет царствования Елизаветы. Хотя он остался в истории как крупный адвокат и полностью беспристрастный при рассмотрении гражданских дел, он запомнился также своей излишней строгостью и суровостью, когда председательствовал на процессах споров между католиками и нонконформистами. Андерсон также был одним из членов суда над Марией Стюарт, королевой Шотландии, в 1586 году, сэра Уолтера Рэли, сэра Джона Перрота и Джона Удалла, министра-пуританина. Помимо своей самой известной работы, Reports of Many Principal Cases Argued and Adjudged in the Time of Queen Elizabeth in the Common Bench, напечатанной после его смерти, он являлся автором целого ряда уставов, принятых в царствование Елизаветы, рукописи которых стали затем экспонатами Британского музея.
Он умер 1 августа 1605 года в Эйворте, Бедфордшир. Был женат на Магдалине Смит из Хардфордшира, имел 9 детей.